# Spathius rhamnus
Spathius rhamnus är en stekelart som beskrevs av Nixon 1943. Spathius rhamnus ingår i släktet Spathius och familjen bracksteklar. Inga underarter finns listade i Catalogue of Life.